# Орбиталне резонанце
У Сунчевом систему се догађају многи феномени услед деловања разлочитих сила, један такав је и појава орбиталних резинанци. Орбитална резонанца се јавља када два орбитирајућа тела врше редован, периодичан утицај једно на друго, обично јер су њихови орбитални периоди повезани у односу који представља два цела броја.
Физички принцип који стоји иза орбиталних резонанци сличан је принципу гурања детета на љуљашци, где орбита и љуљашка имају природну фреквенцију, а друго тело које врши гурање деловаће периодичним понављањем на прво, што има кумулативни ефекат на покрет.
Орбиталне резонанце у великој мери повећевају гравитациони утицај између тела, тј. њихову способност да мењају орбите једно другом. У већини случајева то доводи до нестабилних интеракција у којима тела размењују импулсе и померају орбите једно другом све док резонанца не нестане.
Под одређеним околностима, систем резонанци може бити стабилан и самоисправљив, тако да тела остану у резонанци. Примери тога су:
- 1:2:4 резонанца Јупитерових месеца Ганимед, Европа и Ио.

- 2:3 резонанца између Плутона и Сатурна.

Нестабилан резонанца унутрашњих Сатурнових месеца доводи до празнина у прстеновима Сатурна. Специјални случај представља 1:1 резонанца(између тела са сличним радијусом орбита) који изазива појаву да велика тела у Сунчевом систему избаце већину тела које имају исту орбиту као оно. Ово је део много већег процеса "чишћења комшилука", ефекта који се користи у неким дефиницијама планета.
Бројевни однос који се помиње у резонанци треба тумачити као односе броја орбита које тела пређу у истом временском интервалу, а не као однос орбиталних периода. Тако нпр. 2:3 који имају Плутон и Нептун значи да Плутон заврши 2 орбите за време које је потребно Нептуну да заврши 3 обрите. У случају да је ондос 3 или више тела, било који тип односа важи.
У општем случају орбитална резонанца може:
- Укључивати једну, или било коју комбинацију орбиталних параметара (нпр. ексцентрицитет у односу на велику полуосу или ексцентрицитет у односу на нагиб орбите).

- Деловање на било којој карактеристичниј временској скали пропорционалној периоду орбите.

- Довести било до дугорочне стабилизације орбита или до њихове дестабилизације.

Постоје три типа орбиталних резонанци у Сунчевом систему:
- Резонанце у средњем кретању

- Секуларне резонанце

- Спин-орбит резонанце

## Резоанце у средњем кретању
Резонанце у средњем кретању се јављају када два тела имају период револуције које је цео број у сразмери са овим другим, тј када је {\displaystyle kn-k_{j}n_{j}} ~ 0 где су {\displaystyle k} и {\displaystyle k_{j}} позитивни цели бројеви, а {\displaystyle n} и {\displaystyle n_{j}} средње дневно кретање астероида, односно планете. Важно је напоменути да је резонанца снажнија ако су бројеви {\displaystyle k} и {\displaystyle k_{j}} мањи, мада њена јачина зависи и од удаљености и од масе планете са којом је у резонанци. Са повећењем ексцентрицитета све већи део фазног простора је захваћен резонанцама. Поред резонанци у средњем кретању између два тела, значајне су и оне измеђи три тела за које важи {\displaystyle k_{n}-k_{j}n_{j}-k_{i}n_{i}} ~ 0, где ознаке имају исто значење као и код случаја два тела. Као пример поменимо резонанцу 5Ј-2С-2А која се налази на 3.174 АЈ и једна је од најјачих резонанци три тела у Великом астероидном прстену. Вредност великих полуоса на којима се јављају поједине резонанце у средњем кретању можемо одредити Трећим Кеплеровим законом, тј. тиме да важи {\displaystyle {\frac {a_{r}^{3}}{T^{2}}}={\frac {a_{p}^{3}}{T_{p}^{2}}}=1} где се индекс {\displaystyle p} односи на планету. Тако нпр. у случају резонанце 3:1 са Јупитером имамо {\displaystyle a_{p}=5.2} АЈ и {\displaystyle T={\frac {T_{p}}{3}}}, одакле следи {\displaystyle a_{r}=2.5} AJ. И код ове, у зависности од детаља, ово може да стабилизује или дестабилизује орбиту. Стабилизација се може јавити када се два тела крећу на тако синхронизован начин да никада неће доћи до блиских прилаза.
На пример:
- Орбите Плутона и Плутиноса су стабилне упркос близини много већег Нептуна, јер су они у резонанци 2:3 са њим. Резонанца омогућава да када се они приближе перихелу и орбити Нептуна, Нептун је и тада довољно удаљен да до нестабилне ситуације не дође. Остали, много бројнији, објекти који прилазе Нептуну и нису у резонанци са њим бивају избачени из његове близине услед велике нестабилности. Такође постоји много мања група транс-Нептунских објеката који су у 1:1(Нептунови тројанци), 3:5, 4:7, 2:5 резонанци са Нептуном.

- У појасу астероида, на удаљености од преко 3.5 АЈ од Сунца, у резонанцама 3:2, 4:3, 1:1 са Јупитером се налазе одређене фамилије астероида (Хилда фамилија астероида, неколико Тула астероида и изузетно бројни Јупитерови тројанци).

Резонанца исто тако може да дестабилизује једну од орбита. За мала тела дестабилизација је више вероватна. Нпр:
- У појасу астероида, на око 3.5 АЈ од Сунца, главне резонанце у средњем кретању са Јупитером су на местима где се налазе празнине у појасу, Кирквудове презнине (пре свега у резонанцама 3:1, 5:2, 7:3, 2:1). Астероиди су избачени из ових скоро празних трака услед изнова понављаних поремећаја. Међутим и поред тога, и даље постоје популације астероида привремено присутне у или у близини тих резонанци. Нпр. астероиди из фамилије Алинда су у близини 3:1 резонанце, при чему се њихов ексцентрицитет стално повећава у интеракцији са Јупитером, док ће на крају имати блиски прилаз са неком унутрашњом планетом која ће их избацити из резонанце.

- У Сатурновим прстеновима, Касини дивизија је празнина између унутрашњег Б прстена и спољашњег А прстена која је настала услед 2:1 резонанце са месецом Мимас (прецизније, место резонанце је Хајгенсова празнина која се налази на спољашњој ивици Б прстена).

- На прстеновима Сатурна, Енке и Келерове празнине у прстену А су настале услед деловања 1:1 резонанце. Такође спољашња ивице А прстена се одржава услед 7:6 резонанце са месецом Јан.

Већина тела који су у резонанци орбитирају у истом смеру, међутим, пронађено је неколико ретроградних, који су привремено заробљени у резонанци у средњем кретању са Јупитером и Сатурном. Таква орбитална деловања су слабија од одговарајућих интеракција између тела која орбитирају у истом смеру.

## Секуларне резонанце
Секуларне резонанце се јављају када се сразмерни периоди прецесије две орбите (прецесија лонгитуда перихела, са фреквенцијом {\displaystyle g} или прецесија узлазног чвора са фреквенцијом {\displaystyle s} , или обе). Ово значи да секуларне резонанце нису последица кретања тела, већ кретања (прецесије) њихових орбита у простору. Током релативно креатких временских периода (неколико милона година) секуларна резонанца ће променити ексцентрицитет и нагиб малог тела. Ефекти секуларних резонанци се највише изучавају у контексту дугогодишњег развоја орбита малих тела у склопу астероидног прстена.
Кретање орбита у простору значи да се мењају лонгитуда перихела (ω) и изллазног чвора (Ω). Брзина промене ова два секуларна угла означава се са {\displaystyle {\frac {do}{dt}}=g}, односно {\displaystyle {\frac {do}{dt}}=s}, па се {\displaystyle g} и {\displaystyle s} зову и фреквенцијама ових углова. Користећи фреквенције, појава секуларне резонанце се може изразити као {\displaystyle kg+k_{i}g_{i}} ~ 0, односно {\displaystyle kg+k_{i}s_{i}} ~ 0, где се индекс i односи на планету. Иначе поред секуларних резонанци које су повезане са кретањем једног од углова, или, постоје и такве где су оба угла, тј. обе фреквенције укључене. У том случају важи {\displaystyle kg+k_{i}g_{i}+ls+l_{j}s_{j}} ~ 0, где су сада {\displaystyle l} , {\displaystyle k} цели бројеви, а индекси {\displaystyle i} , {\displaystyle j} се односе на планете јер се у општем случају може радити и о две различите планете. најснажније секуларне резонанце су оне које укључују само један секуларни угао и једну планету.
Могу се разликовати:
- Линеарне секуларне резонанце између мањег и већег тела (на пример планете), као сто је {\displaystyle v_{6}=g-g_{6}} секуларна резонанца између прецесија лонгитуда перихела Сатурна и астероида.

- Нелинеарне секуларне резонанце које су вишег реда, обично представљају комбинацију више линеарних резонанци,{\displaystyle z_{1}=(g-g_{6})+(s-s_{6})} или {\displaystyle v_{6}+v_{5}=2g-g_{6}-g_{5}}.

Неколико истакнутих примера секуларних резонанци укључују Сатурн. Резонанце између прецесије Сатурнове ротационе осе и Нептунове орбиталне осе (обе имају период од око 1,87 милиона година) је идентификована као вероватни разлог великог аксијалног нагиба Сатурна({\displaystyle 26.7^{0}}). У почетку Сатурн је вероватно имао нагиб приближан Јупитеровом ({\displaystyle 3.1^{0}}). Сатурнова аксијална прецесија је заробљена у спин-орбит резонанци, што је довело до повећања Сатурнове укошености (угаони момент Нептунове орбите је 104 пута већи од Сатурновог спина и на тај начин доминира у интеракцији).
Код линеарне секуларне резонанце између прецесија лонгитуда перихела Сатурна и астероида, астероиди који учествују, полако повећавају ексцентрицитет својих орбита све док не постану Марс-кросери, после чега се обично избацују из појаса астероида због блиског прилаза са Марсом. Ова резонанце формира унутрашње и "бочне" границе у астероидном појасу, на око 2 АЈ.
Нумерички прорачуни сугеришу да евентуално формирање секуларне резонанце између лонгитуда перихела Меркура и Јупитера ({\displaystyle g_{1}=g_{5}}) има потенцијал да значајно повећа Меркуров ексцентрицитет и вероватно дестабилизује унутрашњост Сунчевог система неколико милијарди година од сада.

## Спин-орбит резонанце
Још једна уобичајена форма резонанце у Сунчевом систему је спин-орбит резонанца, где период спина(време потребно планети или месецу да једном ротира око своје осе) има јединствени нумерички однос са својим орбиталним периодом. Пример је наш Месец, који је у 1:1 спин-орбит резонанци, због које је даља страна Месеца увек окренута супротно Земљи.
Неко време се сматрало да је Меркур у синхроној ротацији са Сунцем, ротирајући једном током сваке револуције око Сунца. То је било зато што кад год је Меркур био у најбољој позицији за посматрање, иста страна је увек била окренута према Сунцу. Радарска запажања у 1965. су показала да Меркур има 3:2 спин-орбит резонанцу, ротирајући три пута за сваке две револуције око Сунца, што доводи у исти положај са тим осматрањем. Моделирање је показало да је Меркур заробљен у 3:2 спин-орбит резонанци веома рано у својој историји, у року од 20 милиона година након свог формирања.